# Zsuzsanna Sirokay
Zsuzsanna Sirokay (* 28. března 1941 Užhorod) je maďarská koncertní klavíristka. Od roku 1968 žije ve Švýcarsku a od roku 1983 je také švýcarskou občankou.

## Život
Narodila se v Užhorodu. Dětství prožila v Gyomě, která je součástí maďarského města Gyomaendrőd. Od deseti do 17 let navštěvovala konzervatoř v Debrecínu. Poté se přestěhovala do Budapešti a začala studovat hru na klavír na Hudební akademii Franze Liszta.
V orchestru debutovala v roce 1965 Schumannovým Klavírním koncertem a-Moll op. 54  a to s Maďarským státním orchestrem pod vedením Jánose Ferencsika. Se stejným orchestrem pod vedením Tamáse Breitnera vyšel na Hungarotonu také její nahrávací debut, nahrávka klavírních koncertů A dur, KV 488 a C dur, KV 415, W. A. Mozarta.
V průběhu své kariéry spolupracovala s mnoha známými dirigenty (např. István Kertész, Charles Dutoit, Sándor Végh, Armin Jordan, Zoltán Pesko, Gerd Albrecht) a orchestry (např. BBC Scottish Symphony, Bamberger Symphoniker).
Kvůli narůstajícím zdravotním problémům s rukama a operacemi se na počátku 21. století rozhodla z koncertní činnosti odejít.

## Nahrávky
- Wolfgang Amadeus Mozart: Klavierkonzerte A-Dur (KV 488) und C-Dur (KV 415). Hungaroton.
- Béla Bartók: Klavierwerke (4 Klagelieder, Allegro barbaro, Suite op. 14 u. a.). Jecklin.
- Norbert Burgmüller, Niels Wilhelm Gade, Charles Villiers Stanford: Romantische Klarinettenmusik. Jecklin. (spolu s Lux Brahn).
- Franz Danzi, Alois Beerhalter: Musik aus der Blütezeit des Bassetthorns. Jecklin. (spolu s Hans Rudolf Stalder).
- Friedrich Kuhlau, Ferdinand Ries, Carl Czerny, Bernhard Molique: The Virtuoso Flute. Jecklin. (spolu s Peter-Lukas Graf).
- François Adrien Boieldieu, Ernesto Cavallini, Amilcare Ponchielli, Gioachino Rossini u. a.: Virtuose Klarinettenmusik der Romantik II. Jecklin. (spolu s Hans Rudolf Stalder und Heinz Hofer).
- Johannes Brahms: Sonaten op. 120 f-Moll und Es-Dur. Angelicum. (spolu s András von Tószeghi).
- Friedrich Kuhlau: 2 Sonaten a-Moll op. 85 und es-Moll op. 64.  Claves. (spolu s Peter-Lukas Graf).